# スズキ・ディザイア
ディザイア（DZire）は、スズキの子会社であるマルチ・スズキ・インディアによってインド市場向けに生産・販売される小型セダンである。
インド国内で計約140万台の販売を記録している同社の主力車種である。
当項では、前身である「スイフトディザイア」についても併記する。

## 初代（2008年 - 2016年）
2008年3月に2代目ZC#1型スイフトを基にした「スイフトディザイア（Swift DZire）」を発売。全長を4,160 mmまで引き延ばし、トランクスペースを確保したセダンとして登場した。1.3Lガソリンとフィアット製1.3Lディーゼルが搭載された。なお、後に2010年のBS4排出ガス規制に適合するため、1.3Lガソリンは1.2L K13B型に変更された。
2012年2月に2代目が登場したが、初代は「ディザイアツアー」（DZiRE Tour）として内外装を簡略化したうえでタクシー向けに2016年まで継続販売された。
| エンジン種類 | エンジン詳細  | トランスミッション | 最高出力 | 最大トルク |
| ------------ | ------------- | ------------------ | -------- | ---------- |
| ガソリン     | 1.2L直列4気筒 | 5速MT              | 84馬力   | 113 N⋅m    |
| ガソリン     | 1.3L直列4気筒 | 5速MT              | 87馬力   | 113 N⋅m    |
| ディーゼル   | 1.3L直列4気筒 | 5速MT              | 75馬力   | 190 N・m   |

## 2代目（2012年 - 2023年）
2012年2月、3代目ZC#2S型スイフトを基にした2代目に移行した。2代目は税制面を考慮し、リアデッキを切り詰めたスタイルへと変更されたことで全長が先代の4,160 mmから3,995 mmに短縮された。1.2L K12B型と1.3L D13A型が搭載され、トランスミッションは5速MTの他、ガソリン車には4速ATがVXiグレードでのみオプション設定された。
2015年に一部改良を実施。インドで最も燃費の良いディーゼル車と評価された。
2016年1月にAGSを搭載したDZire ZDiが発売された。5速AMTは、1.3L DDiSターボディーゼルと組み合わされる。
2017年5月に3代目が登場したが、初代同様、2代目は「ディザイアツアーS」（DZiRE Tour S）として内外装を簡略化したうえで法人向けに2023年まで継続販売された。当初は1.3Lターボディーゼルも搭載されたが、BS6排出ガス規制に適合出来ず、2020年4月に廃止された。その後は1.2LガソリンとCNG仕様のみか搭載され、5速MTと組み合わされた。
| エンジン種類 | エンジン詳細  | トランスミッション | 最高出力                  | 最大トルク |
| ------------ | ------------- | ------------------ | ------------------------- | ---------- |
| ガソリン     | 1.2L直列4気筒 | 5速MT/4速AT        | 83 PS (82 hp) at 6000 rpm | 113 N⋅m    |
| CNG          | 1.2L直列4気筒 | 5速MT              | 71 PS (70 hp) at 6000 rpm | 95 N⋅m     |
| ディーゼル   | 1.3L直列4気筒 | 5速MT/5速AMT       | 76 PS (75 hp) at 4000 rpm | 190 N⋅m    |

## 3代目（2017年 - 2024年）
2017年5月16日に3代目をインドで発売。世代交代を機に、車名を「ディザイア」（DZIRE）に変更し、スイフトから独立させた。プラットフォームを4代目スイフト（ZC#3S）と共通の「HEARTECT（ハーテクト）」に刷新したことで軽量・高剛性のボディーを実現。優れた走行性能と低燃費を高いレベルで両立させるとともに、今後、インド国内で導入される新法規にも適合させている。また、エクステリアについても初代、2代目とは異なり、Aピラーから後ろほぼ全てをディザイア専用設計としたことで、流麗なデザインと高い乗降性を実現させると同時に、空間効率も向上させている。税制面に配慮し、全長は先代に引き続いて3,995 mmとすることで、4 m以内に収められている。
顧客の要望の回答として、セグメント初となるアイドリングストップシステムの「ISS」、インテリアもリニューアルされた。
今後、インド周辺国、中近東、アフリカ、中南米市場への輸出も開始する予定である。
エンジンは1.2L K12B型、1.3L D13A型の2種を用意し、トランスミッションはどちらのエンジンも5速MTと5速AGS（オートギヤシフト）から選択可能である。
2020年3月にビッグマイナーチェンジが行われた。上下一体型グリルを持つフロントマスクに変更された。また、ボディカラーにプレミアムシルバーとフェニックスレッドが新設定された。
| エンジン種類 | エンジン詳細  | トランスミッション | 最高出力 | 最大トルク |
| ------------ | ------------- | ------------------ | -------- | ---------- |
| ガソリン     | 1.2L直列4気筒 | 5速MT/5速AMT       | 82馬力   | 113 N⋅m    |
| ハイブリッド | 1.2L直列4気筒 | 5速MT/5速AMT       | 89馬力   | 113 N⋅m    |
| CNG          | 1.2L直列4気筒 | 5速MT              | 76馬力   | 98.5 N⋅m   |
| ディーゼル   | 1.3L直列4気筒 | 5速MT/5速AMT       | 75馬力   | 190 N⋅m    |

## 4代目（2024年 - 現在）
2024年11月11日に4代目をインドで発売。
外内装が刷新され、ガソリンエンジンは既存の5代目スイフトと同じ1.2L・直列3気筒12バルブガソリンエンジンのZ12E型へ換装。エアバッグが6つに増強され、ESPやヒルホールドコントロールが全グレード標準装備となり、安全性能が強化された。
3代目同様、インド周辺国・中近東・アフリカ・中南米市場への輸出に加え、本代ではアセアン市場への輸出も行われる。